# 石炭スラリー
石炭スラリー（せきたんスラリー）は、石炭を粉末にし、液体と混ぜて流体化したもの。

## 概要
石炭は石油などの液体燃料と違って固体であるため、運搬・給炭などの際に多くのロスが生じていた。そのロスを低減させるため、石炭スラリーを用いる湿式給炭方式という方法が考え出された。石炭スラリーは破砕して粉末化し液体に混ぜ合わせ泥漿化して作られる。混合する液体によって名前が変わり、石炭を水に混和させると石炭水混合物（CWM、Coal Water Mixtureの略）、石油に混和させると石炭石油混合物（COM、Coal Oil Mixtureの略）と呼ばれる。安全性の観点などから、石炭水混合物が使われ、石炭石油混合物はあまり使用されていない。ただ一方で、安全性やロス以上に燃焼効率が悪いことがあげられており、石炭スラリーを用いない乾式給炭方式を進化させたものが各国で試作されている。